# 衛星の命名
衛星の命名 (えいせいのめいめい、Naming of moons) は、1973年以降は国際天文学連合 (IAU) の惑星系の命名に関する委員会の責任のもとで行われている。この委員会は、Working Group for Planetary System Nomenclature (WGPSN) という名称で知られており、衛星の名前のみならず太陽系内の天体の地物への命名も行っている。
IAUによる委員会が結成される前は、衛星への命名は様々な歴史がある。名前の選択はしばしば衛星の発見者によって行われてきた。しかし歴史的には、いくつかの衛星は発見後何年にも亘って名前を与えられないものもあった。例えば、土星の衛星タイタンは1655年にクリスティアーン・ホイヘンスによって発見されたものの、現在用いられているタイタンという名前が与えられたのはほぼ2世紀が経過した1847年のことであった。
IAUが天体への命名の責任を引き受ける以前は、広く受け入れられ現在まで使用されている名前を与えられていたのは25個の衛星だけであった。それ以降は、2019年の時点で木星の衛星57個、土星の衛星53個、天王星の衛星27個、海王星の衛星14個、冥王星の衛星5個、エリスの衛星1個、ハウメアの衛星2つの合計129個への命名が行われた。現在の衛星発見報告が実証され、新しい衛星が発見されるにつれて、この数は増えるだろう。
2004年7月にシドニーで開催されたIAU総会でWGPSNは、CCD技術の発達によって直径 1 km 程度の小さな衛星を発見することが可能になったため、いずれ小さい衛星には名前を付けないことが賢明になるだろうと示唆した。2013年までは、衛星の大きさによらず発見された全ての衛星に対して名前が与えられていた。また、ほとんどの衛星は確定番号が与えられると同時に名前が与えられていた。それ以降は、確定番号が与えられたものの命名はされない場合や、確定番号の付与から命名まで時間が空く場合が見られる。

## 太陽系の天体ごとの衛星の命名

### 地球
人類の言語が持つ地球の月を表すための固有の単語は通常天文学の文脈においても使用される。しかし、多くの月を表す架空のまたは神話に由来する名前も天文学の文脈で使用されており、天文学以外の文脈ではさらに多くの月を表す通称が使用されている。
17世紀には、月はローマ神話に登場する女神プロセルピナ (Proserpina) の名で呼ばれることがあった。より最近では、特にサイエンス・フィクションの文脈に置いて、月はラテン語のルナ (Luna) と呼ばれることがあった。これはおそらくは惑星のラテン名とのアナロジーか、あるいは月の形容詞形の lunar と関連している。専門用語では、語幹としてギリシア語の selēnē に由来する seleno- や月の女神アルテミスの別名キュンティアー (Cynthia) に由来する cynthi- が月を指す時に用いられる場合がある。その例が月理学 (selenography) や月学 (selenology)、近月点 (pericynthion) である。

### 火星
火星の衛星フォボスとダイモスは、アサフ・ホールによって発見されて間もなく、1879年にホールによって名前が与えられた。これらの名前は、ギリシャ神話に登場する軍神アレースの息子で、「狼狽」を表すポボスと「恐怖」を表すデイモスに因んでいる。なおアレースはローマ神話ではマルス (Mars) に相当する。

### 木星
木星の四大衛星であるガリレオ衛星 (イオ、エウロパ、ガニメデ、カリスト) の名前は、1610年にガリレオ・ガリレイによって発見された後、同時期に独立して発見したシモン・マリウスが提案したものである。しかし19世紀後半までにはマリウスが提案した名前は好まれなくなり、広く受け入れられなかった。天文学の文献ではこれらの衛星はローマ数字を用いて "Jupiter I" や "Jupiter II" などと表記されたり、あるいは単に「木星の一番目の衛星」や「木星の二番目の衛星」などと表記された。
20世紀の最初の10年までに、イオ、エウロパ、ガニメデ、カリストという名前は再び使われるようになった。しかし後に発見された衛星は主にローマ数字を用いて V (5) から XII (12) と表記され、名前が与えられないままであった。1892年に発見された Jupiter V はアマルテアという名前が与えられたが、これを最初に用いたのはフランスの天文学者カミーユ・フラマリオンである。
1904年から1951年の間に発見されたその他の不規則衛星は、天文学の文献の大多数においては名前が無いままであった。1955年にブライアン・マースデンがこれらの衛星への命名を提案するまでは、名前は提案されていなかった。この時に提案された名前は、SFやポピュラーサイエンスの記事などではすぐに受け入れられたが、天文学の文献では1970年代までほとんど使われることはなかった。またその後にソビエト連邦の天文学者 E. I. Nesterovich が1962年に、Yu. A. Karpenko が1973年にこれらの衛星への名称を提案したが、これらは広く受け入れられなかった。
1975年にIAU の外部太陽系命名のタスクグループは、前年のチャールズ・トーマス・コワルによるJupiter XIII (レダ) の発見を受け、正式に命名されていなかった V から XIII に名前を与え、さらに将来発見されるであろう衛星への命名プロセスを規定した。この新しい命名プロセスで、Jupiter V はそれまで使われてきたアマルテアの名前が引き続き採用され、Jupiter XIII には発見者のコワルの提案に従ってレダと命名された。その他の衛星に関しては、ドイツの文献学者 Jürgen Blunck による提言に従い、順行軌道にある木星の衛星名は a で終わる名称、逆行軌道の衛星は e で終わる名称を付けるという方針を取ることとしたのに伴い、Jupiter VI から XII までの7つの衛星に対してそれまで提案されていた名前は使われないこととなった。
これらの新しい衛星名はしばらくの間かなりの抗議を受けた。コワルは Jupiter XIII の名前を提案したにもかかわらず、木星の不規則衛星には名前を与えるべきではないという意見を持っていた。またカール・セーガンは、IAU によって選ばれたこれらの名前は非常に分かりにくいものであると延べた (タスクグループの議長であるトビアス・オーウェンはセーガンへの返答でそれは意図的なものであると認めたという事実がある)。セーガンは1976年に独自の名称を提案しており、このうちのいくつかは1955年にマースデンが提案したものを引き継いでいる。1973年に名前を提案していた Karpenko は彼の1981年の書籍『The Names of the Starry Sky』の中で、逆行衛星に対して選ばれた名前、つまり e で終わる名前は、必ずしも一般的な名前が選ばれたわけではなかったと記している。
これらの衛星に対して提案されていた名前は以下の表のとおりである。(注釈：IAU による名称については各衛星の現在使われている表記とし、衛星のページへのリンクを張っている。採用されなかった名称については、名称の由来である神話の登場人物へのリンクとし、便宜上表記も当該ページに合わせてある。)
| 確定番号     | マースデン (1955年) | Nesterovich (1962年) | Karpenko (1973年) | 国際天文学連合 (1975年) | セーガン (1976年) |
| ------------ | ------------------- | -------------------- | ----------------- | ----------------------- | ----------------- |
| Jupiter VI   | ヘスティアー        | アトラース           | アドラステイアー  | ヒマリア                | マイア            |
| Jupiter VII  | ヘーラー            | ヘルクレース         | ダナエー          | エララ                  | ヘーラー          |
| Jupiter VIII | ポセイドーン        | ペルセポネー         | ヘレネー          | パシファエ              | アルクメーネー    |
| Jupiter IX   | ハーデース          | ケルベロス           | Ida               | シノーペ                | レートー          |
| Jupiter X    | デーメーテール      | プロメーテウス       | ラートーナ        | リシテア                | デーメーテール    |
| Jupiter XI   | パーン              | ダイダロス           | レーダー          | カルメ                  | Semele            |
| Jupiter XII  | アドラステイアー    | ヘーパイストス       | セメレー          | アナンケ                | ダナエー          |

現在の慣例では、新しく発見された木星の衛星は、ギリシャ神話のゼウスやそれと同一視されるローマ神話のユーピテルの愛人や子孫に因んで命名されている。Blunck によって提言された外衛星への命名スキームは、順行衛星に対して o で終わる名前を用いても良いというルールを追加した上で維持された。2004年7月のIAU総会では、最近になって多数の木星の衛星が発見されたため、WGPSNは衛星の名称について、これまで使用されてきたゼウスの愛人やお気に入りの人物の名前に加え、ゼウスの子孫の名前も加えることとした。Jupiter XXXIV (エウポリエ) 以降はゼウスの娘に因んで命名されていたが、Jupiter LIII (ディア) はゼウスによって誘惑された人物の名前が由来である。また Jupiter LXII (Valetudo) はユーピテルのひ孫娘に因んで命名されている。
Jupiter LI (第51衛星) 以降の衛星は、ローマ数字を用いた確定番号は与えられているものの、固有の名称は与えられていないものが多く存在する。2018年までは、第51衛星以降で名称が与えられていたのはディアとValetudoの2つのみであり、確定番号の付与と同時に命名されていた。その後2019年2月に、これらの衛星のうち5つの名称の一般公募を行うことが発表され、同年8月に国際天文学連合によって名称が承認された。

### 土星
1847年にイギリスの天文学者ジョン・ハーシェルによって、当時発見されていた土星の7つの衛星に名前が与えられた。ハーシェルは最も内側の2つの衛星にはギリシア神話の巨人族から名前を与え (ミマスとエンケラドゥス)、外側の5つにはティーターンの男性 (タイタンとイアペトゥス) と女性 (テティス、ディオネ、レア) から名前を与えた。それまでは、タイタンは発見者の名前から「ホイヘンスの土星の衛星」(Huygenian/Huyghenian satellite of Saturn) として知られ、その他は土星に近い順にローマ数字を用いた番号で呼ばれていた。その後に発見された土星の衛星への命名は、ハーシェルの方法にならったものになった。ハーシェルの命名の直後の1848年に発見されたヒペリオンと、1899年の発見直後に発見者によって名前を与えられた9番目の衛星フェーベは、それぞれティーターンの男性と女性から名前が与えられている。ただし発見者であるオドゥワン・ドルフュスによって命名されたヤヌスは、ローマ神話の登場人物から名前が与えられている。
新しく発見された土星の内側の衛星への命名におけるIAUの慣習はハーシェルの方法を踏襲したものであり、ティーターンやその子孫から名前を採っている。しかし21世紀に発見された衛星の数が増えたため、IAUは外側の衛星に対する新しい命名の指針を作成した。2004年7月のIAU総会で、WGPSNはギリシア神話やローマ神話以外の神話に登場する巨人や怪物の名前を土星の衛星に与えることとした。土星の外部衛星は軌道要素から3つの群に分類することができるため、それぞれ北欧神話 (北欧群)、ケルト神話 (ガリア群)、イヌイット神話 (イヌイット群) の名前から命名されている。この指針から外れている唯一の衛星は、北欧群に属するもののギリシア神話に由来する名前を持つフェーベである。

### 天王星
天王星の衛星へのローマ数字を用いた番号付け方式は、かなりの間流動的なものであった。ウィリアム・ハーシェルは当初6個の衛星を発見したと主張したが、チタニアとオベロン以外の4つは確認されず、恒星を誤認していたことが後に分かっている。その後50年近くに渡って、天王星の衛星はハーシェルが用いた観測装置以外では観測されていなかった。1840年代になると、観測装置が発達したことと、天王星が空の観測しやすい領域に移動したことによって、チタニアとオベロンに加えてさらなる衛星が検出されるようになった。ウィリアム・ハーシェルによる記法ではチタニアとオベロンは Uranus II と IV とされ、ウィリアム・ラッセルの記法では I と II とされるなど、出版物の中でも表記は統一されていなかった。アリエルとウンブリエルの確認を受け、ラッセルは天王星から近い順に衛星に I から IV までの番号を与え直し、これは最終的に固定された。
1787年に発見された天王星の最初の2個の衛星は、さらに2個の衛星が発見された翌年の1852年まで名前が与えられていなかった。これらの4つの衛星に名前を与えたのは、ウィリアム・ハーシェルの息子で天文学者のジョン・ハーシェルである。彼はギリシア神話から名前を採用する代わりに、英文学に登場する精霊から命名した。オベロンとチタニアはウィリアム・シェイクスピアの戯曲『夏の夜の夢』に登場する妖精オーベロンとティターニアから、アリエルとウンブリエルはアレキサンダー・ポープの詩『髪盗人』に登場する空気の精から名付けられている (アリエルはシェイクスピアの『テンペスト』に登場する人物名でもある)。天王星の語源であり空と空気を司る神であったウーラノスの周囲には空気の精がいたことが名前の採用の理由であると考えられる。
その後の衛星の命名は、空気の精から名前を採るという方針ではなく、ハーシェルの原資料に焦点を当てるものであった (マブとパックのみは空気の精から命名するという流れを受け継いでいる)。5番目の衛星ミランダは、1949年に発見者のジェラルド・カイパーによって、シェイクスピアの『テンペスト』に登場する人間の名前に因んで命名された。現在のIAUによる天王星の衛星への命名の慣習は、シェイクスピアの戯曲かポープの『髪盗人』の登場人物に因んだ名称を付けるというものである。ただし現時点ではポープの『髪盗人』に由来する名前はアリエル、ウンブリエルとベリンダの3つのみであり、残りはシェイクスピアの戯曲に由来する。当初は外側の衛星には全て『テンペスト』に因んだ名前だけが付けられていたが、マーガレットが『空騒ぎ』から命名されてこの傾向は終わった。

### 海王星
海王星はかつてはトリトンただ1つのみが知られていたが、何十年にも亘って名前は与えられないままであった。トリトンの名前は1880年にカミーユ・フラマリオン (木星の衛星アマルテアへの命名者でもある) によって提案されたものの、20世紀半ばまではこの名称は一般的に使用されず、何年も「非公式」のものとして扱われた。天文学の文献では単に「海王星の衛星」と呼ばれていた。後に2番目の衛星ネレイドが1949年に発見され、すぐに発見者のジェラルド・カイパーによって命名された。
現在のIAUによる海王星の衛星への命名の慣習は、最初の2つの衛星への命名を踏襲したものであり、ギリシア神話の海の神に因んでいる。最も最近発見された海王星の衛星 ヒッポカンプ (S/2004 N 1) はローマ数字の確定番号が与えられた際に固有の名称が与えられなかったものの、およそ5ヶ月後に命名された。

### 冥王星

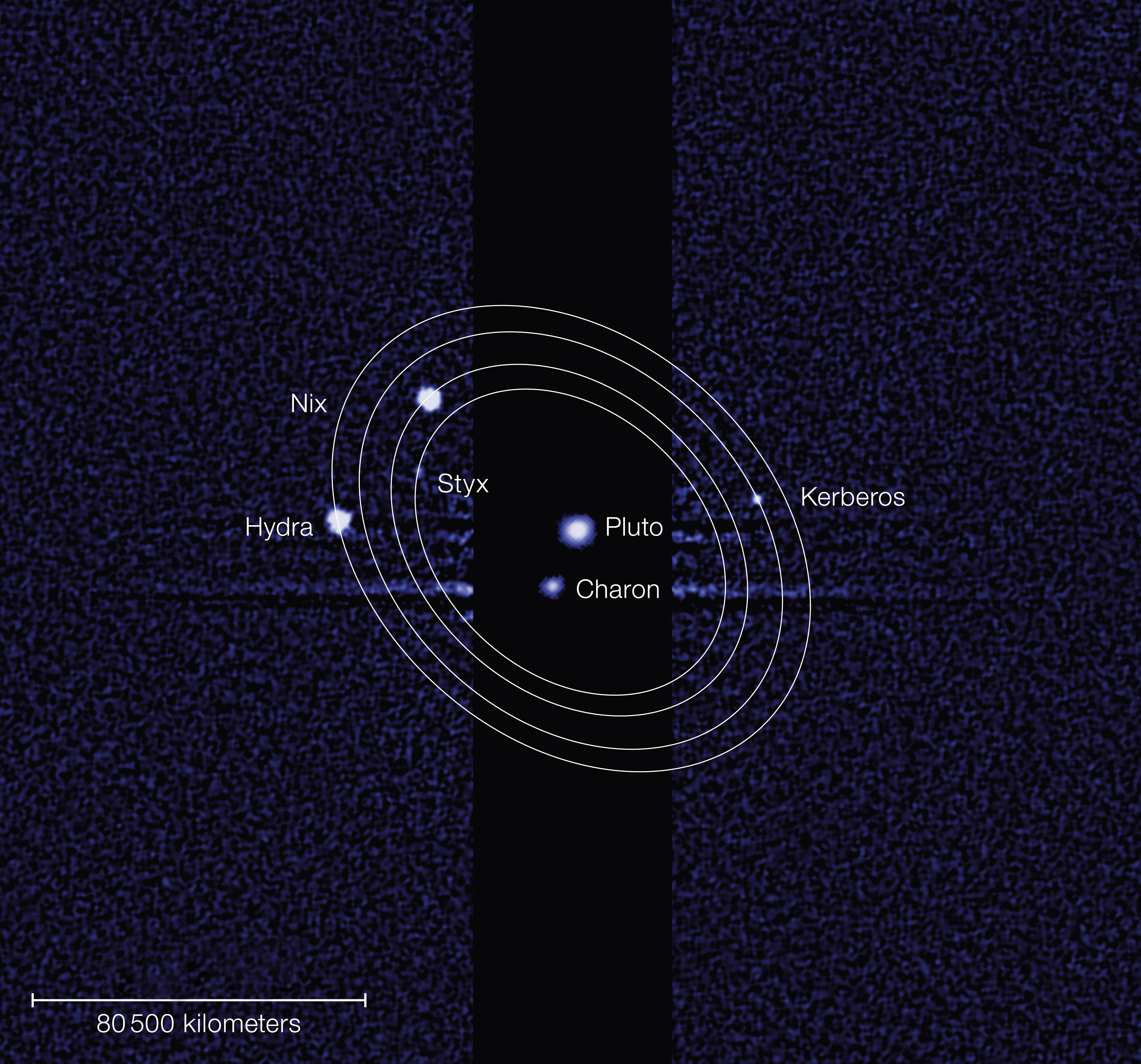
冥王星と5つの衛星。

冥王星の衛星カロンは、発見者であるジェームズ・クリスティーによって発見後間もなく提案された。
その他の4つの衛星は、ヒドラ、ニクス、ケルベロス、ステュクスと命名されている。
カロン、ヒドラ、ニクスとケルベロスは全てギリシア神話の登場人物であり、冥界の王ハーデースと関連がある。ハーデースはローマ神話におけるプルートーに相当する存在である。カロンの由来であるカローンはアケローン川で死者を船で運ぶ渡し守、ヒドラの由来であるヒュドラーは地下を守る怪物、ニクスの由来であるニュクスはカローンの母で暗闇と夜の女神、ケルベロスの由来であるケルベロスは3つの頭部を持つ巨大な犬であり、冥界の入り口を守る番犬である。ステュクスは現世と冥界の間を流れる川であるステュクスが由来である。またその川を神格化した女神の名前もステュクスである。

### エリス
準惑星エリスの衛星ディスノミアの名前は、発見者であるマイケル・ブラウンによって提案されたものである。ブラウンはエリスの名前を提案した人物でもある。この名前は2つの意味を含んでいる。1つは、ギリシア神話の不和と争いの女神であるエリスの娘で、無法 (lawlessness) の女神デュスノミアーに因んだものである。さらに、テレビドラマ『ジーナ』で主役のジーナを演じるルーシー・ローレス (Lucy Lawless) の名前とかけたものにもなっている。これには、エリスは発見以降しばらくの間公式に名前が与えられておらず、ブラウンが与えた愛称である "Xena" (ジーナ) が広まっていたという背景がある。ディスノミアも正式に命名される前は、『ジーナ』に登場する相棒に因んでガブリエルという愛称で呼ばれていた。エリスという名前が採用された時、ブラウンは衛星の名前としてディスノミアを提案した。エリスとディスノミアの名前は2006年9月14日にIAUに承認された。

### ハウメア
ハウメアとその衛星の名前は、発見した観測チームの一員でカリフォルニア工科大学のデイヴィッド・ラビノウィッツによって提案されたものである。これらの名前は、ハワイ神話の女神とその娘に因んだものである。

### 小惑星とカイパーベルト天体
惑星と準惑星とは異なり、小惑星を公転する衛星のうち名前が与えられているものは比較的数少ない。それらのうちの一部は以下の通りである。
| 衛星の名前       | 主星の名前       | ローマ数字 |
| ---------------- | ---------------- | ---------- |
| ダクティル       | イダ             | I          |
| エキドナ         | テュフォン       | I          |
| リヌス           | カリオペ         | I          |
| メノイティオス   | パトロクロス     | I          |
| プティ・プランス | ウージェニア     | I          |
| ポルキュス       | ケト             | I          |
| レムス           | シルヴィア       | II         |
| ロムルス         | シルヴィア       | I          |
| サウィスケラ     | テハロンヒアワコ | I          |
| ゾエ             | ロゴス           | I          |

## ローマ数字表記
衛星にはローマ数字を用いた表記もあり、Jupiter I や Saturn II などのように、主星+ローマ数字という形で表記される。この番号は、日本語では「確定番号」と呼ばれている。
衛星へのローマ数字での番号付けのシステムは、地球の月以外の衛星が初めて発見された時に生まれたものである。ガリレオはガリレオ衛星に対して木星から近い順に I から IV と番号を与え、ライバルであったシモン・マリウスが提案した名前を使用しなかった。土星、天王星、火星の周りにも複数の衛星が発見されたことで、同様の番号付けが自然と使われることとなった。数字は当初は軌道の並ぶ順番に与えられており、新しい発見があると番号は振り直されていた。例えば、1789年にミマスとエンケラドゥスが発見される前は、テティスが Saturn I、ディオネが Saturn II、というように番号が振られていたが、発見後はミマスが Saturn I、エンケラドゥスが Saturn II となり、テティスは Saturn III、ディオネは Saturn IV と変更された。
しかし19世紀半ばになると番号は固定となり、その後の発見は軌道の順番とは一致していない。1892年に発見された木星の衛星アマルテアは、イオ (Jupiter I) より内側を公転しているにもかかわらず Jupiter V という番号が与えられた。19世紀の終わり頃には、過去の歴史的な発見を例外として、数字は多かれ少なかれ発見された順番を反映するという暗黙の慣習ができた。短期間に多数の衛星が発見された場合でも、それらには軌道の順番で番号をつけることも、厳密には発見の順番以外の原則に従って番号をつけることもできる。この慣習は、小惑星シルヴィアの衛星ロムルス (Sylvia I Romulus) に見られるように、小惑星の自然衛星にも拡張された。
確定番号は一般には衛星に固有の名称が命名されるまでは与えられないため、発見されたものの仮符号しか持っていないという衛星は、通常は確定番号も持たない。例外が土星の衛星ヘレネで、1982年に確定番号 XII が与えられたものの、名前は1988年まで命名されていなかった。IAUは1975年から2013年までのすべての衛星に名前を与えていた間、ローマ数字を用いた確定番号の使用は減り、いくつかはめったに使われなかった。フォボスとダイモスが Mars I と Mars II という名前で言及されることは稀であるし、また月が Earth I と呼ばれることは無い。しかし最近になって発見された衛星のいくつかは、確定番号を与えるのに充分なほど軌道要素が確定した後になっても名前が命名されておらず、そうした衛星を呼んだり表記したりする際にはローマ数字の確定番号が用いられる。このような、命名されていないものの確定番号が与えられた最初の衛星は、Jupiter LI である。
土星の衛星のうちエーギル (Saturn XXXVI) からスルト (Saturn XLVIII) までの13個の命名された衛星は、名前のアルファベット順に確定番号が与えられている。

## 仮符号
衛星が発見されると、S/2010 J 2 や S/2003 S 1 という仮符号が与えられる。これはそれぞれ、2010年に発見された木星の2番目の新しい衛星、2003年に発見された土星の1番目の新しい衛星、という意味を持つ。冒頭の "S/" は衛星 (satellite) を意味しており、彗星に使われる "D/"、"C/"、"P/" という接頭辞とは区別される。また天体の周りの環の場合は、環 (ring) を表す "R/" が用いられる。これらの仮符号はしばしば、2番目の空白を省略して "S/2010 J2" と表記される。
年数を表す数字の後は、惑星を識別するための文字が来る。木星 (Jupiter) は J、土星 (Saturn) は S、天王星 (Uranus) は U、海王星 (Neptune) は N である。なお火星 (Mars) と水星 (Mercury) は頭文字が被っているため、混同を避けるために水星に対しては Hermes から H を使うこととされている。これは水星の名前のもとになったギリシア神話のメルクリウスの、ローマ神話における同等の存在であるヘルメースに由来する。
冥王星 (Pluto) に関しては、2006年に準惑星に分類が変更される前は P を用いていたが、惑星から準惑星に変更になった後は小惑星番号が用いられている。例えば2005年に発見されたヒドラとニクスの仮符号は S/2005 P 1 と S/2005 P 2 であったが、2011年と2012年にそれぞれ発見されたケルベロスとステュクスの仮符号は、冥王星の小惑星番号が 134340 であることから、S/2011 (134340) 1 と S/2012 (134340) 1 という仮符号が与えられている。ただしニュー・ホライズンズのチームはケルベロス発見時にウェブサイトで S/2011 P 1 と紹介していた。このように、小惑星や準惑星の場合は、主星を識別する部分には括弧の中に小惑星番号を記したものを使う。従って、1993年に小惑星イダ (小惑星番号 243) に衛星が発見された際の仮符号は S/1993 (243) 1 となった。その後確認されてダクティルと命名され、確定番号が与えられた ((243) Ida I Dactyl)。
- H = 水星 (Hermes)
- V = 金星 (Venus)
- E = 地球 (Earth)
- M = 火星 (Mars)
- J = 木星 (Jupiter)
- S = 土星 (Saturn)
- U = 天王星 (Uranus)
- N = 海王星 (Neptune)

注記: 水星への "H" の割り当ては、USGS Gazetteer of Planetary Nomenclature によるものである。ここは一般にIAUの指針に厳密に従っているためIAUの慣習である可能性が非常に高いが、確認が必要である。
数ヶ月や数年が経ち、新しく発見された衛星の存在が確認されて軌道が計算された際に、恒久的な名称が選ばれ、"S/" を用いた仮符号は置き換えられる。しかし過去には、発見の後驚くほど長い期間に亘って名前が与えられていなかった衛星もいくつか存在する。

## 年表
ここでは、太陽系の惑星および準惑星への命名の歴史を年表として列挙する。あくまで命名に主眼をおいたものであるため、一覧表は太陽系の衛星の一覧、発見の年表については太陽系の惑星と衛星の発見の年表を参照のこと。

### IAU以前の名称
以下の衛星の名前は、1973年にIAUが衛星への命名を管理するようになる前に、非公式のプロセスによって採用されたものである。
| 日時 命名者                                  | 名前 | 画像 | 惑星と 確定番号 | 発見年 | 参考/注釈 |
| 17世紀                                       | 17世紀 | 17世紀 | 17世紀 | 17世紀 | 17世紀 |
| -------------------------------------------- | --- | --- | --- | --- | --- |
| 1614年 シモン・マリウス                      | イオ | | Jupiter I | 1610年 | 彼の著作『Mundus Iovialis』の中で命名。名前はヨハネス・ケプラーの助言を受けて提案したもの。 |
| 1614年 シモン・マリウス                      | エウロパ | | Jupiter II | 1610年 | 彼の著作『Mundus Iovialis』の中で命名。名前はヨハネス・ケプラーの助言を受けて提案したもの。 |
| 1614年 シモン・マリウス                      | ガニメデ | | Jupiter III | 1610年 | 彼の著作『Mundus Iovialis』の中で命名。名前はヨハネス・ケプラーの助言を受けて提案したもの。 |
| 1614年 シモン・マリウス                      | カリスト | | Jupiter IV | 1610年 | 彼の著作『Mundus Iovialis』の中で命名。名前はヨハネス・ケプラーの助言を受けて提案したもの。 |
| 19世紀                                       | | | | | |
| 1847年 ジョン・ハーシェル                    | ミマス | | Saturn I | 1789年 | ハーシェルは既知の7つの衛星に対して、『Results of Astronomical Observations made at the Cape of Good Hope』の中で命名した。これらの衛星への命名はウィリアム・ラッセルによって論文で報告されている。 |
| 1847年 ジョン・ハーシェル                    | エンケラドゥス | | Saturn II | 1789年 | ハーシェルは既知の7つの衛星に対して、『Results of Astronomical Observations made at the Cape of Good Hope』の中で命名した。これらの衛星への命名はウィリアム・ラッセルによって論文で報告されている。 |
| 1847年 ジョン・ハーシェル                    | テティス | | Saturn III | 1684年 | ハーシェルは既知の7つの衛星に対して、『Results of Astronomical Observations made at the Cape of Good Hope』の中で命名した。これらの衛星への命名はウィリアム・ラッセルによって論文で報告されている。 |
| 1847年 ジョン・ハーシェル                    | ディオネ | | Saturn IV | 1684年 | ハーシェルは既知の7つの衛星に対して、『Results of Astronomical Observations made at the Cape of Good Hope』の中で命名した。これらの衛星への命名はウィリアム・ラッセルによって論文で報告されている。 |
| 1847年 ジョン・ハーシェル                    | レア | | Saturn V | 1672年 | ハーシェルは既知の7つの衛星に対して、『Results of Astronomical Observations made at the Cape of Good Hope』の中で命名した。これらの衛星への命名はウィリアム・ラッセルによって論文で報告されている。 |
| 1847年 ジョン・ハーシェル                    | タイタン | | Saturn VI | 1655年 | ハーシェルは既知の7つの衛星に対して、『Results of Astronomical Observations made at the Cape of Good Hope』の中で命名した。これらの衛星への命名はウィリアム・ラッセルによって論文で報告されている。 |
| 1847年 ジョン・ハーシェル                    | イアペトゥス | | Saturn VIII | 1671年 | ハーシェルは既知の7つの衛星に対して、『Results of Astronomical Observations made at the Cape of Good Hope』の中で命名した。これらの衛星への命名はウィリアム・ラッセルによって論文で報告されている。 |
| 1848年 ウィリアム・ラッセル                  | ヒペリオン | | Saturn VII | 1847年 | ラッセルはジョン・ハーシェルの命名法を踏襲して名称を論文中で与えた。 |
| 1852年 ジョン・ハーシェル                    | アリエル | | Uranus I | 1851年 | ハーシェルはウィリアム・ラッセルの依頼を受け1852年5月26日に4つの衛星に命名した。ラッセルはそれらの名前を記した論文を同年6月21日に出版している。 |
| 1852年 ジョン・ハーシェル                    | ウンブリエル | | Uranus II | 1851年 | ハーシェルはウィリアム・ラッセルの依頼を受け1852年5月26日に4つの衛星に命名した。ラッセルはそれらの名前を記した論文を同年6月21日に出版している。 |
| 1852年 ジョン・ハーシェル                    | チタニア | | Uranus III | 1787年 | ハーシェルはウィリアム・ラッセルの依頼を受け1852年5月26日に4つの衛星に命名した。ラッセルはそれらの名前を記した論文を同年6月21日に出版している。 |
| 1852年 ジョン・ハーシェル                    | オベロン | | Uranus IV | 1787年 | ハーシェルはウィリアム・ラッセルの依頼を受け1852年5月26日に4つの衛星に命名した。ラッセルはそれらの名前を記した論文を同年6月21日に出版している。 |
| 1878年 アサフ・ホール                        | フォボス | | Mars I | 1877年 | ホールは当初 Phobus と Deimus という綴りで命名していたが、後に Phobos と Deimos に変更された。 |
| 1878年 アサフ・ホール                        | ダイモス | | Mars II | 1877年 | ホールは当初 Phobus と Deimus という綴りで命名していたが、後に Phobos と Deimos に変更された。 |
| 1880年 カミーユ・フラマリオン                | トリトン | | Neptune I | 1846年 | フラマリオンは彼の1880年の著書『Astronomie populaire』p. 591 で名前を提案したが、その後長い間非公式なものとして扱われた。 |
| 1893年 カミーユ・フラマリオン                | アマルテア | | Jupiter V | 1892年 | フラマリオンは発見者のエドワード・エマーソン・バーナードとの手紙の中でアマルテアという名称を提案した。しかしバーナードはいかなる名前の提案も拒否し、1975年にIAUが採用するまでは非公式な名前であった。フラマリオンの他にも多数の名称提案があった。 |
| 1899年4月 ウィリアム・ヘンリー・ピッカリング | フェーベ | | Saturn IX | 1899年 | 発見し名称を提案したのはウィリアム・ヘンリー・ピッカリングだが、発見や名称について論文で報告したのは兄のエドワード・ピッカリングである。 |
| 20世紀                                       | | | | | |
| 1939年4月                                    | セス・B・ニコルソンは新衛星の発見報告論文中で、彼が発見した木星の衛星への命名を辞退している。ニコルソンは、バーナードが木星の明るいガリレオ衛星の固有名が滅多に使われていないのを理由にアマルテアは単に番号で "Fifth Satellite" (第5衛星) とだけ呼ばれるべきだと考えていたのを挙げ、今後発見されるであろう新衛星の名前を予測するのが簡単であるとして番号だけで呼ぶのを好んだ。 | セス・B・ニコルソンは新衛星の発見報告論文中で、彼が発見した木星の衛星への命名を辞退している。ニコルソンは、バーナードが木星の明るいガリレオ衛星の固有名が滅多に使われていないのを理由にアマルテアは単に番号で "Fifth Satellite" (第5衛星) とだけ呼ばれるべきだと考えていたのを挙げ、今後発見されるであろう新衛星の名前を予測するのが簡単であるとして番号だけで呼ぶのを好んだ。 | セス・B・ニコルソンは新衛星の発見報告論文中で、彼が発見した木星の衛星への命名を辞退している。ニコルソンは、バーナードが木星の明るいガリレオ衛星の固有名が滅多に使われていないのを理由にアマルテアは単に番号で "Fifth Satellite" (第5衛星) とだけ呼ばれるべきだと考えていたのを挙げ、今後発見されるであろう新衛星の名前を予測するのが簡単であるとして番号だけで呼ぶのを好んだ。 | セス・B・ニコルソンは新衛星の発見報告論文中で、彼が発見した木星の衛星への命名を辞退している。ニコルソンは、バーナードが木星の明るいガリレオ衛星の固有名が滅多に使われていないのを理由にアマルテアは単に番号で "Fifth Satellite" (第5衛星) とだけ呼ばれるべきだと考えていたのを挙げ、今後発見されるであろう新衛星の名前を予測するのが簡単であるとして番号だけで呼ぶのを好んだ。 | セス・B・ニコルソンは新衛星の発見報告論文中で、彼が発見した木星の衛星への命名を辞退している。ニコルソンは、バーナードが木星の明るいガリレオ衛星の固有名が滅多に使われていないのを理由にアマルテアは単に番号で "Fifth Satellite" (第5衛星) とだけ呼ばれるべきだと考えていたのを挙げ、今後発見されるであろう新衛星の名前を予測するのが簡単であるとして番号だけで呼ぶのを好んだ。 |
| 1949年6月 ジェラルド・カイパー               | ミランダ | | Uranus V | 1948年 | カイパーはミランダという名前を発見報告論文の『The Fifth Satellite of Uranus』の中で提案した。 |
| 1949年8月 ジェラルド・カイパー               | ネレイド | | Neptune II | 1949年 | カイパーはネレイドという名前を発見報告論文の『The second satellite of Neptune』の中で提案した。 |
| 1967年2月1日 オドゥワン・ドルフュス          | ヤヌス | | Saturn X | 1966年 | 発見者のドルフュスは、発見後の追加観測のIAUへの報告の際にこの名前を提案した。 |

### IAU以後の名称
以下の衛星の名前は、IAUによる公式の命名プロセスを経て命名されたものである。ごく少数例でのみ、名前を選んだ人が識別される。

#### 20世紀
| IAUによる名称 - 20世紀 | IAUによる名称 - 20世紀 | IAUによる名称 - 20世紀 | IAUによる名称 - 20世紀 | IAUによる名称 - 20世紀 | IAUによる名称 - 20世紀 |
| 日時                   | 名前                   | 画像                   | 惑星と 確定番号        | 発見年                 | 参考/注釈 |
| ---------------------- | ---------------------- | ---------------------- | ---------------------- | ---------------------- | --- |
| 1975年 10月7日         | ヒマリア               |                        | Jupiter VI             | 1904年                 | IAUC 2846: Satellites of Jupiter アマルテアの名前も同時に承認された。                                                                                                 |
| 1975年 10月7日         | エララ                 |                        | Jupiter VII            | 1905年                 | IAUC 2846: Satellites of Jupiter アマルテアの名前も同時に承認された。                                                                                                 |
| 1975年 10月7日         | パシファエ             |                        | Jupiter VIII           | 1908年                 | IAUC 2846: Satellites of Jupiter アマルテアの名前も同時に承認された。                                                                                                 |
| 1975年 10月7日         | シノーペ               |                        | Jupiter IX             | 1914年                 | IAUC 2846: Satellites of Jupiter アマルテアの名前も同時に承認された。                                                                                                 |
| 1975年 10月7日         | リシテア               |                        | Jupiter X              | 1938年                 | IAUC 2846: Satellites of Jupiter アマルテアの名前も同時に承認された。                                                                                                 |
| 1975年 10月7日         | カルメ                 |                        | Jupiter XI             | 1938年                 | IAUC 2846: Satellites of Jupiter アマルテアの名前も同時に承認された。                                                                                                 |
| 1975年 10月7日         | アナンケ               |                        | Jupiter XII            | 1951年                 | IAUC 2846: Satellites of Jupiter アマルテアの名前も同時に承認された。                                                                                                 |
| 1975年 10月7日         | レダ                   |                        | Jupiter XIII           | 1974年                 | IAUC 2846: Satellites of Jupiter アマルテアの名前も同時に承認された。                                                                                                 |
| 1982年                 | エピメテウス           |                        | Saturn XI              | 1980年                 | IAUC 3872: Sats OF JUPITER AND SATURN ヤヌスの名称も同時に承認された。                                                                                                |
| 1982年                 | テレスト               |                        | Saturn XIII            | 1980年                 | IAUC 3872: Sats OF JUPITER AND SATURN ヤヌスの名称も同時に承認された。                                                                                                |
| 1982年                 | カリプソ               |                        | Saturn XIV             | 1980年                 | IAUC 3872: Sats OF JUPITER AND SATURN ヤヌスの名称も同時に承認された。                                                                                                |
| 1983年 9月30日         | テーベ                 |                        | Jupiter XIV            | 1979年                 | IAUC 3872: Satellites of Jupiter and Saturn |
| 1983年 9月30日         | アドラステア           |                        | Jupiter XV             | 1979年                 | IAUC 3872: Satellites of Jupiter and Saturn |
| 1983年 9月30日         | メティス               |                        | Jupiter XVI            | 1979年                 | IAUC 3872: Satellites of Jupiter and Saturn |
| 1983年 9月30日         | アトラス               |                        | Saturn XV              | 1980年                 | IAUC 3872: Satellites of Jupiter and Saturn |
| 1986年 1月3日          | プロメテウス           |                        | Saturn XVI             | 1980年                 | IAUC 4157: Satellites of Saturn and Pluto |
| 1986年 1月3日          | パンドラ               |                        | Saturn XVII            | 1980年                 | IAUC 4157: Satellites of Saturn and Pluto |
| 1986年 1月3日          | カロン                 |                        | Pluto I                | 1978年                 | IAUC 4157: Satellites of Saturn and Pluto 発見者のジェームズ・クリスティーが発見直後の1978年にカロンと命名したが、1986年にIAUに承認されるまでは非公式の名前であった。 |
| 1988年 6月8日          | ヘレネ                 |                        | Saturn XII             | 1980年                 | IAUC 4609: Satellites of Saturn and Uranus |
| 1988年 6月8日          | コーディリア           |                        | Uranus VI              | 1986年                 | IAUC 4609: Satellites of Saturn and Uranus |
| 1988年 6月8日          | オフィーリア           |                        | Uranus VII             | 1986年                 | IAUC 4609: Satellites of Saturn and Uranus |
| 1988年 6月8日          | ビアンカ               |                        | Uranus VIII            | 1986年                 | IAUC 4609: Satellites of Saturn and Uranus |
| 1988年 6月8日          | クレシダ               |                        | Uranus IX              | 1986年                 | IAUC 4609: Satellites of Saturn and Uranus |
| 1988年 6月8日          | デズデモーナ           |                        | Uranus X               | 1986年                 | IAUC 4609: Satellites of Saturn and Uranus |
| 1988年 6月8日          | ジュリエット           |                        | Uranus XI              | 1986年                 | IAUC 4609: Satellites of Saturn and Uranus |
| 1988年 6月8日          | ポーシャ               |                        | Uranus XII             | 1986年                 | IAUC 4609: Satellites of Saturn and Uranus |
| 1988年 6月8日          | ロザリンド             |                        | Uranus XIII            | 1986年                 | IAUC 4609: Satellites of Saturn and Uranus |
| 1988年 6月8日          | ベリンダ               |                        | Uranus XIV             | 1986年                 | IAUC 4609: Satellites of Saturn and Uranus |
| 1988年 6月8日          | パック                 |                        | Uranus XV              | 1985年                 | IAUC 4609: Satellites of Saturn and Uranus |
| 1991年 9月16日         | パン                   |                        | Saturn XVIII           | 1990年                 | IAUC 5347: Satellites of Saturn and Neptune |
| 1991年 9月16日         | ナイアド               |                        | Neptune III            | 1989年                 | IAUC 5347: Satellites of Saturn and Neptune |
| 1991年 9月16日         | タラッサ               |                        | Neptune IV             | 1989年                 | IAUC 5347: Satellites of Saturn and Neptune |
| 1991年 9月16日         | デスピナ               |                        | Neptune V              | 1989年                 | IAUC 5347: Satellites of Saturn and Neptune |
| 1991年 9月16日         | ガラテア               |                        | Neptune VI             | 1989年                 | IAUC 5347: Satellites of Saturn and Neptune |
| 1991年 9月16日         | ラリッサ               |                        | Neptune VII            | 1989年                 | IAUC 5347: Satellites of Saturn and Neptune |
| 1991年 9月16日         | プロテウス             |                        | Neptune VIII           | 1989年                 | IAUC 5347: Satellites of Saturn and Neptune |
| 1998年 4月30日         | キャリバン             |                        | Uranus XVI             | 1997年                 | 発見者のブレット・J・グラドマンらが発見報告論文『Discovery of two distant irregular moons of Uranus』の中で名称を提案した。その後IAUがこれらの名前を承認している。    |
| 1998年 4月30日         | シコラクス             |                        | Uranus XVII            | 1997年                 | 発見者のブレット・J・グラドマンらが発見報告論文『Discovery of two distant irregular moons of Uranus』の中で名称を提案した。その後IAUがこれらの名前を承認している。    |
| 2000年 8月21日         | プロスペロー           |                        | Uranus XVIII           | 1999年                 | IAUC 7479: Satellites of Uranus |
| 2000年 8月21日         | セティボス             |                        | Uranus XIX             | 1999年                 | IAUC 7479: Satellites of Uranus |
| 2000年 8月21日         | ステファノー           |                        | Uranus XX              | 1999年                 | IAUC 7479: Satellites of Uranus |

#### 21世紀
便宜上、確定番号が与えられたものの、命名されていない衛星も含む。
| IAUによる名称 - 21世紀 | IAUによる名称 - 21世紀 | IAUによる名称 - 21世紀 | IAUによる名称 - 21世紀 | IAUによる名称 - 21世紀 | IAUによる名称 - 21世紀 |
| 日時                   | 名前                   | 画像                   | 惑星と 確定番号        | 発見年                 | 参考/注釈 |
| ---------------------- | ---------------------- | ---------------------- | ---------------------- | ---------------------- | --- |
| 2002年 10月22日        | カリロエ               |                        | Jupiter XVII           | 1999年                 | IAUC 7998: Satellites of Jupiter |
| 2002年 10月22日        | テミスト               |                        | Jupiter XVIII          | 2000年                 | IAUC 7998: Satellites of Jupiter |
| 2002年 10月22日        | メガクリテ             |                        | Jupiter XIX            | 2001年                 | 命名時の IAUC 7998 では Magaclite とされていたが、2002年11月29日の IAUC 8023: Satellites of Jupiter で Megaclite に修正された。                       |
| 2002年 10月22日        | タイゲテ               |                        | Jupiter XX             | 2001年                 | IAUC 7998: Satellites of Jupiter |
| 2002年 10月22日        | カルデネ               |                        | Jupiter XXI            | 2001年                 | IAUC 7998: Satellites of Jupiter |
| 2002年 10月22日        | ハルパリケ             |                        | Jupiter XXII           | 2000年                 | IAUC 7998: Satellites of Jupiter |
| 2002年 10月22日        | カリュケ               |                        | Jupiter XXIII          | 2001年                 | IAUC 7998: Satellites of Jupiter |
| 2002年 10月22日        | イオカステ             |                        | Jupiter XXIV           | 2001年                 | IAUC 7998: Satellites of Jupiter |
| 2002年 10月22日        | エリノメ               |                        | Jupiter XXV            | 2001年                 | IAUC 7998: Satellites of Jupiter |
| 2002年 10月22日        | イソノエ               |                        | Jupiter XXVI           | 2001年                 | IAUC 7998: Satellites of Jupiter |
| 2002年 10月22日        | プラクシディケ         |                        | Jupiter XXVII          | 2001年                 | IAUC 7998: Satellites of Jupiter |
| 2003年 8月8日          | アウトノエ             |                        | Jupiter XXVIII         | 2002年                 | IAUC 8177: Satellites of Jupiter, Saturn, Uranus |
| 2003年 8月8日          | スィオネ               |                        | Jupiter XXIX           | 2002年                 | IAUC 8177: Satellites of Jupiter, Saturn, Uranus |
| 2003年 8月8日          | ヘルミッペ             |                        | Jupiter XXX            | 2002年                 | IAUC 8177: Satellites of Jupiter, Saturn, Uranus |
| 2003年 8月8日          | アイトネ               |                        | Jupiter XXXI           | 2002年                 | IAUC 8177: Satellites of Jupiter, Saturn, Uranus |
| 2003年 8月8日          | エウリドメ             |                        | Jupiter XXXII          | 2002年                 | IAUC 8177: Satellites of Jupiter, Saturn, Uranus |
| 2003年 8月8日          | エウアンテ             |                        | Jupiter XXXIII         | 2002年                 | IAUC 8177: Satellites of Jupiter, Saturn, Uranus |
| 2003年 8月8日          | エウポリエ             |                        | Jupiter XXXIV          | 2002年                 | IAUC 8177: Satellites of Jupiter, Saturn, Uranus |
| 2003年 8月8日          | オーソシエ             |                        | Jupiter XXXV           | 2002年                 | IAUC 8177: Satellites of Jupiter, Saturn, Uranus |
| 2003年 8月8日          | スポンデ               |                        | Jupiter XXXVI          | 2002年                 | IAUC 8177: Satellites of Jupiter, Saturn, Uranus |
| 2003年 8月8日          | カレ                   |                        | Jupiter XXXVII         | 2002年                 | IAUC 8177: Satellites of Jupiter, Saturn, Uranus |
| 2003年 8月8日          | パシテー               |                        | Jupiter XXXVIII        | 2002年                 | IAUC 8177: Satellites of Jupiter, Saturn, Uranus |
| 2003年 8月8日          | ユミル                 |                        | Saturn XIX             | 2000年                 | IAUC 8177: Satellites of Jupiter, Saturn, Uranus |
| 2003年 8月8日          | パーリアク             |                        | Saturn XX              | 2000年                 | IAUC 8177: Satellites of Jupiter, Saturn, Uranus |
| 2003年 8月8日          | タルボス               |                        | Saturn XXI             | 2000年                 | IAUC 8177: Satellites of Jupiter, Saturn, Uranus |
| 2003年 8月8日          | イジラク               |                        | Saturn XXII            | 2000年                 | IAUC 8177: Satellites of Jupiter, Saturn, Uranus |
| 2003年 8月8日          | スットゥングル         |                        | Saturn XXIII           | 2000年                 | 当初 IAUC 8177 では Suttung と命名されたが、2005年1月21日に IAUC 8471: Satellites of Saturn で Suttungr に変更された。                                |
| 2003年 8月8日          | キビウク               |                        | Saturn XXIV            | 2000年                 | IAUC 8177: Satellites of Jupiter, Saturn, Uranus |
| 2003年 8月8日          | ムンディルファリ       |                        | Saturn XXV             | 2000年                 | IAUC 8177: Satellites of Jupiter, Saturn, Uranus |
| 2003年 8月8日          | アルビオリックス       |                        | Saturn XXVI            | 2000年                 | IAUC 8177: Satellites of Jupiter, Saturn, Uranus |
| 2003年 8月8日          | スカジ                 |                        | Saturn XXVII           | 2000年                 | 当初 IAUC 8177 では Skadi と命名されたが、2005年1月21日に IAUC 8471: Satellites of Saturn で Skathi に変更された。                                    |
| 2003年 8月8日          | エリアポ               |                        | Saturn XXVIII          | 2000年                 | 当初 IAUC 8177 では Erriapo と命名されたが、2007年12月14日に Erriapus に変更された。                                                                  |
| 2003年 8月8日          | シャルナク             |                        | Saturn XXIX            | 2000年                 | IAUC 8177: Satellites of Jupiter, Saturn, Uranus |
| 2003年 8月8日          | スリュムル             |                        | Saturn XXX             | 2000年                 | 当初 IAUC 8177 では Thrym と命名されたが、2005年1月21日に IAUC 8471: Satellites of Saturn で Thrymr に変更された。                                    |
| 2003年 8月8日          | トリンキュロー         |                        | Uranus XXI             | 2002年                 | IAUC 8177: Satellites of Jupiter, Saturn, Uranus |
| 2005年 1月21日         | ナルビ                 |                        | Saturn XXXI            | 2003年                 | IAUC 8471: Satellites of Saturn |
| 2005年 1月21日         | メトネ                 |                        | Saturn XXXII           | 2004年                 | IAUC 8471: Satellites of Saturn |
| 2005年 1月21日         | パレネ                 |                        | Saturn XXXIII          | 2004年                 | IAUC 8471: Satellites of Saturn |
| 2005年 1月21日         | ポリデウケス           |                        | Saturn XXXIV           | 2004年                 | IAUC 8471: Satellites of Saturn |
| 2005年 3月30日         | ヘゲモネ               |                        | Jupiter XXXIX          | 2003年                 | IAUC 8502: Satellites of Jupiter |
| 2005年 3月30日         | ムネメ                 |                        | Jupiter XL             | 2003年                 | IAUC 8502: Satellites of Jupiter |
| 2005年 3月30日         | アオエデ               |                        | Jupiter XLI            | 2003年                 | IAUC 8502: Satellites of Jupiter |
| 2005年 3月30日         | テルクシノエ           |                        | Jupiter XLII           | 2004年                 | IAUC 8502: Satellites of Jupiter |
| 2005年 3月30日         | アルケ                 |                        | Jupiter XLIII          | 2002年                 | IAUC 8502: Satellites of Jupiter |
| 2005年 3月30日         | カリコレ               |                        | Jupiter XLIV           | 2003年                 | IAUC 8502: Satellites of Jupiter |
| 2005年 3月30日         | ヘリケ                 |                        | Jupiter XLV            | 2003年                 | IAUC 8502: Satellites of Jupiter |
| 2005年 3月30日         | カルポ                 |                        | Jupiter XLVI           | 2003年                 | IAUC 8502: Satellites of Jupiter |
| 2005年 3月30日         | エウケラデ             |                        | Jupiter XLVII          | 2003年                 | IAUC 8502: Satellites of Jupiter |
| 2005年 3月30日         | キレーネ               |                        | Jupiter XLVIII         | 2003年                 | IAUC 8502: Satellites of Jupiter |
| 2005年 12月29日        | フランシスコ           |                        | Uranus XXII            | 2006年                 | IAUC 8648: Satellites of Uranus |
| 2005年 12月29日        | マーガレット           |                        | Uranus XXIII           | 2006年                 | IAUC 8648: Satellites of Uranus |
| 2005年 12月29日        | ファーディナンド       |                        | Uranus XXIV            | 2006年                 | IAUC 8648: Satellites of Uranus |
| 2005年 12月29日        | ペルディータ           |                        | Uranus XXV             | 2006年                 | IAUC 8648: Satellites of Uranus |
| 2005年 12月29日        | マブ                   |                        | Uranus XXVI            | 2006年                 | IAUC 8648: Satellites of Uranus |
| 2005年 12月29日        | キューピッド           |                        | Uranus XXVII           | 2006年                 | IAUC 8648: Satellites of Uranus |
| 2006年 6月21日         | ニクス                 |                        | Pluto II               | 2005年                 | IAUC 8723: Satellites of Pluto |
| 2006年 6月21日         | ヒドラ                 |                        | Pluto III              | 2005年                 | IAUC 8723: Satellites of Pluto |
| 2006年 7月17日         | ダフニス               |                        | Saturn XXXV            | 2005年                 | IAUC 8730: Saturn XXXV (Daphnis) = S/2005 S 1 |
| 2006年 9月13日         | ディスノミア           |                        | Eris I                 | 2005年                 | IAUC 8747: (134340) Pluto, (136199) Eris, and (136199) Eris I (Dysnomia)                                                                              |
| 2007年 2月3日          | ハリメデ               |                        | Neptune IX             | 2002年                 | IAUC 8802: Satellites of Neptune |
| 2007年 2月3日          | プサマテ               |                        | Neptune X              | 2003年                 | IAUC 8802: Satellites of Neptune |
| 2007年 2月3日          | サオ                   |                        | Neptune XI             | 2002年                 | IAUC 8802: Satellites of Neptune |
| 2007年 2月3日          | ラオメデイア           |                        | Neptune XII            | 2002年                 | IAUC 8802: Satellites of Neptune |
| 2007年 2月3日          | ネソ                   |                        | Neptune XIII           | 2002年                 | IAUC 8802: Satellites of Neptune |
| 2007年 4月5日          | コレ                   |                        | Jupiter XLIX           | 2003年                 | IAUC 8826: Satellites of Jupiter and Saturn |
| 2007年 4月5日          | エーギル               |                        | Saturn XXXVI           | 2004年                 | IAUC 8826: Satellites of Jupiter and Saturn |
| 2007年 4月5日          | ベブヒオン             |                        | Saturn XXXVII          | 2004年                 | IAUC 8826: Satellites of Jupiter and Saturn |
| 2007年 4月5日          | ベルゲルミル           |                        | Saturn XXXVIII         | 2004年                 | IAUC 8826: Satellites of Jupiter and Saturn |
| 2007年 4月5日          | ベストラ               |                        | Saturn XXXIX           | 2004年                 | IAUC 8826: Satellites of Jupiter and Saturn |
| 2007年 4月5日          | ファールバウティ       |                        | Saturn XL              | 2004年                 | IAUC 8826: Satellites of Jupiter and Saturn |
| 2007年 4月5日          | フェンリル             |                        | Saturn XLI             | 2004年                 | IAUC 8826: Satellites of Jupiter and Saturn |
| 2007年 4月5日          | フォルニョート         |                        | Saturn XLII            | 2004年                 | IAUC 8826: Satellites of Jupiter and Saturn |
| 2007年 4月5日          | ハティ                 |                        | Saturn XLIII           | 2004年                 | IAUC 8826: Satellites of Jupiter and Saturn |
| 2007年 4月5日          | ヒュロッキン           |                        | Saturn XLIV            | 2004年                 | 当初 IAUC 8826 では Hyrokkin としていたが、2007年7月31日に IAUC 8860: Saturn XLIV (Hyrrokkin) で Hyrrokkin に修正された。                             |
| 2007年 4月5日          | カーリ                 |                        | Saturn XLV             | 2006年                 | IAUC 8826: Satellites of Jupiter and Saturn |
| 2007年 4月5日          | ロゲ                   |                        | Saturn XLVI            | 2006年                 | IAUC 8826: Satellites of Jupiter and Saturn |
| 2007年 4月5日          | スコル                 |                        | Saturn XLVII           | 2006年                 | IAUC 8826: Satellites of Jupiter and Saturn |
| 2007年 4月5日          | スルト                 |                        | Saturn XLVIII          | 2006年                 | IAUC 8826: Satellites of Jupiter and Saturn |
| 2007年 9月20日         | アンテ                 |                        | Saturn XLIX            | 2007年                 | IAUC 8873: Satellites of Saturn |
| 2007年 9月20日         | ヤルンサクサ           |                        | Saturn L               | 2006年                 | IAUC 8873: Satellites of Saturn |
| 2007年 9月20日         | グレイプ               |                        | Saturn LI              | 2006年                 | IAUC 8873: Satellites of Saturn |
| 2007年 9月20日         | タルクェク             |                        | Saturn LII             | 2007年                 | IAUC 8873: Satellites of Saturn |
| 2008年 9月17日         | ヒイアカ               |                        | Haumea I               | 2005年                 | IAU0807 プレスリリース |
| 2008年 9月17日         | ナマカ                 |                        | Haumea II              | 2005年                 | IAU0807 プレスリリース |
| 2009年 5月5日          | アイガイオン           |                        | Saturn LIII            | 2009年                 | IAUC 9041: New name/designation of satellite of Saturn (LIII), S/2008 S 1 (登録者限定)                                                                |
| 2009年 11月11日        | ヘルセ                 |                        | Jupiter L              | 2003年                 | IAUC 9094: Designation and name assigned to S/2003 J 17 (the 50th satellite of Jupiter to be so designated and named): Jupiter L (Herse) (登録者限定) |
| 2013年 7月2日          | ケルベロス             |                        | Pluto IV               | 2011年                 | IAU1303 プレスリリース |
| 2013年 7月2日          | ステュクス             |                        | Pluto V                | 2012年                 | IAU1303 プレスリリース |
| 2015年3月7日           | (未命名)               |                        | Jupiter LI             | 2010年                 | CBET (Central Bureau Electronic Telegram) 4075: 20150307: Satellites of Jupiter, March 7, 2015 (登録者限定)                                           |
| 2015年3月7日           | (未命名)               |                        | Jupiter LII            | 2010年                 | CBET (Central Bureau Electronic Telegram) 4075: 20150307: Satellites of Jupiter, March 7, 2015 (登録者限定)                                           |
| 2015年3月7日           | ディア                 |                        | Jupiter LIII           | 2000年                 | CBET (Central Bureau Electronic Telegram) 4075: 20150307: Satellites of Jupiter, March 7, 2015 (登録者限定)                                           |
| 2017年 6月9日          | (未命名)               |                        | Jupiter LIV            | 2016年                 | MPC 105280: Numbering of Natural Satellites |
| 2017年 6月9日          | (未命名)               |                        | Jupiter LV             | 2003年                 | MPC 105280: Numbering of Natural Satellites |
| 2017年 6月9日          | (未命名)               |                        | Jupiter LVI            | 2011年                 | MPC 105280: Numbering of Natural Satellites |
| 2017年 6月9日          | (未命名)               |                        | Jupiter LIX            | 2017年                 | MPC 105280: Numbering of Natural Satellites |
| 2018年 9月25日         | (未命名)               |                        | Jupiter LXI            | 2003年                 | MPC 111804: Numbering of Natural Satellites Name Approved for Jovian Satellite: Valetudo                                                              |
| 2018年 9月25日         | Valetudo               |                        | Jupiter LXII           | 2016年                 | MPC 111804: Numbering of Natural Satellites Name Approved for Jovian Satellite: Valetudo                                                              |
| 2018年 9月25日         | (未命名)               |                        | Jupiter LXIII          | 2017年                 | MPC 111804: Numbering of Natural Satellites Name Approved for Jovian Satellite: Valetudo                                                              |
| 2018年 9月25日         | (未命名)               |                        | Jupiter LXIV           | 2017年                 | MPC 111804: Numbering of Natural Satellites Name Approved for Jovian Satellite: Valetudo                                                              |
| 2018年 9月25日         | (未命名)               |                        | Jupiter LXVI           | 2017年                 | MPC 111804: Numbering of Natural Satellites Name Approved for Jovian Satellite: Valetudo                                                              |
| 2018年 9月25日         | (未命名)               |                        | Jupiter LXVII          | 2017年                 | MPC 111804: Numbering of Natural Satellites Name Approved for Jovian Satellite: Valetudo                                                              |
| 2018年 9月25日         | (未命名)               |                        | Jupiter LXVIII         | 2017年                 | MPC 111804: Numbering of Natural Satellites Name Approved for Jovian Satellite: Valetudo                                                              |
| 2018年 9月25日         | (未命名)               |                        | Jupiter LXIX           | 2017年                 | MPC 111804: Numbering of Natural Satellites Name Approved for Jovian Satellite: Valetudo                                                              |
| 2018年 9月25日         | (未命名)               |                        | Jupiter LXX            | 2017年                 | MPC 111804: Numbering of Natural Satellites Name Approved for Jovian Satellite: Valetudo                                                              |
| 2018年 9月25日         | (未命名)               |                        | Jupiter LXXII          | 2011年                 | MPC 111804: Numbering of Natural Satellites Name Approved for Jovian Satellite: Valetudo                                                              |
| 2019年 2月20日         | ヒッポカンプ           |                        | Neptune XIV            | 2013年                 | 確定番号は MPC 111804 で2018年9月25日に付与 |
| 2019年 8月19日         | Pandia                 |                        | Jupiter LXV            | 2017年                 | 確定番号は MPC 111804 で2018年9月25日に付与 |
| 2019年 8月19日         | Ersa                   |                        | Jupiter LXXI           | 2018年                 | 確定番号は MPC 111804 で2018年9月25日に付与 |
| 2019年 8月19日         | Eirene                 |                        | Jupiter LVII           | 2003年                 | 確定番号は MPC 105280 で2017年6月9日に付与 |
| 2019年 8月19日         | Philophrosyne          |                        | Jupiter LVIII          | 2003年                 | 確定番号は MPC 105280 で2017年6月9日に付与 |
| 2019年 8月19日         | Eupheme                |                        | Jupiter LX             | 2003年                 | 確定番号は MPC 106505 で2017年10月5日に付与 |